# Molenlanden

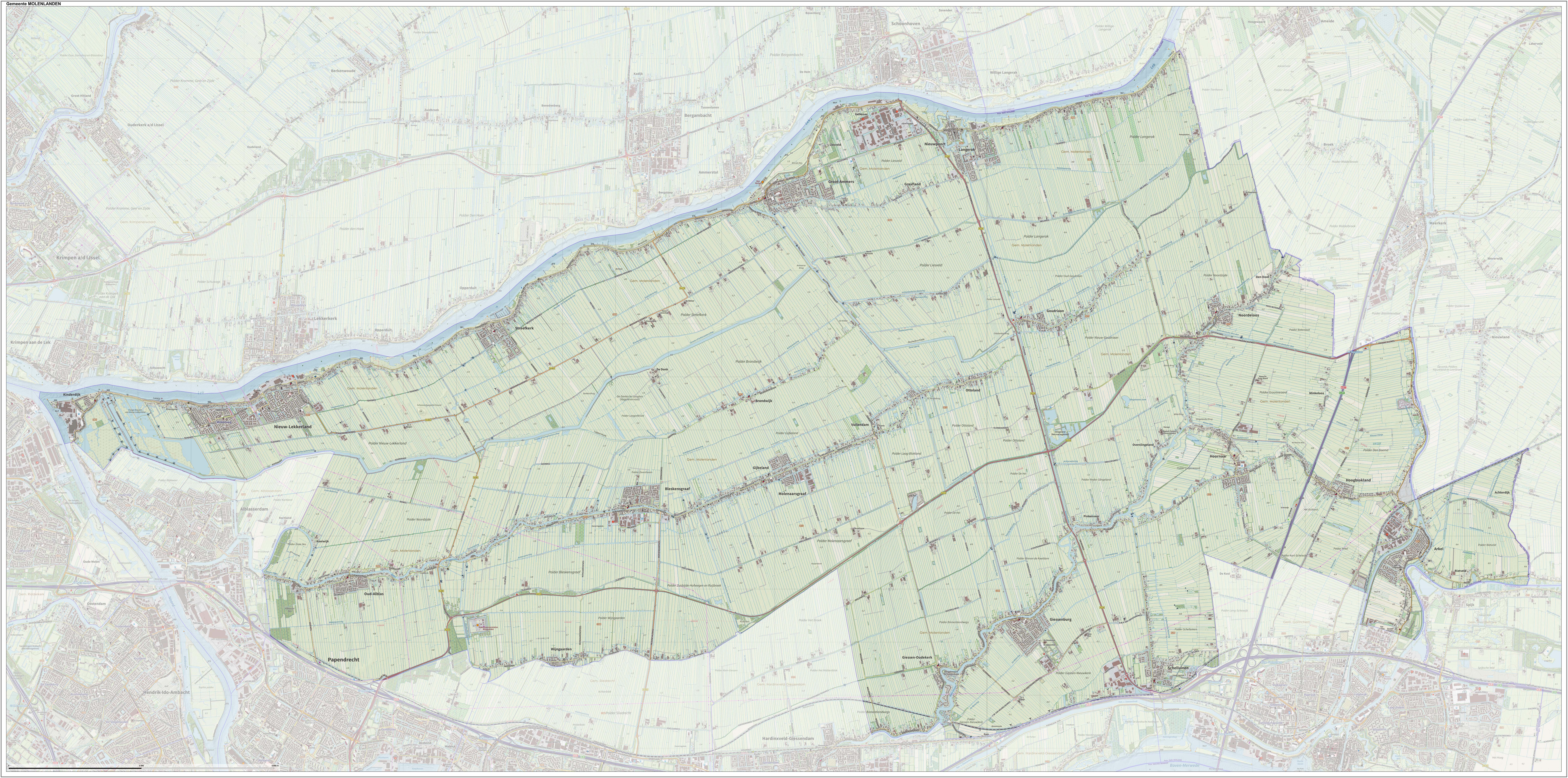
Kommun Molenlanden

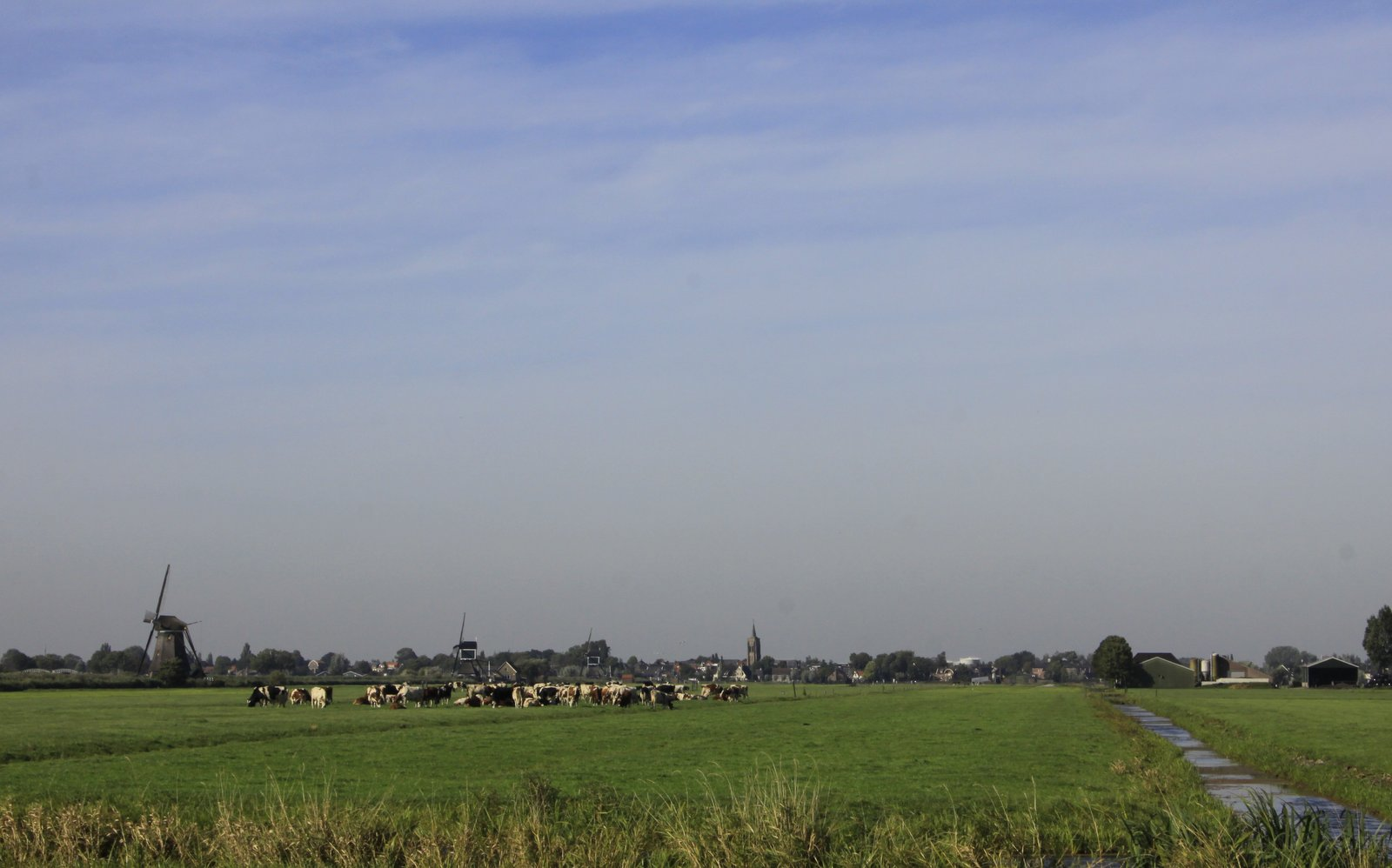
Miljö av Groot-Ammers

Molenlanden är en kommun i provinsen Zuid-Holland. Kommunens totala area är 191,59 km² (där 9,85 km² är vatten) och invånarantalet är på 43 884 invånare (2018).
Kommunen skapades den 1 januari 2019 av kommunerna Giessenlanden och Molenwaard.